# Synthesizer

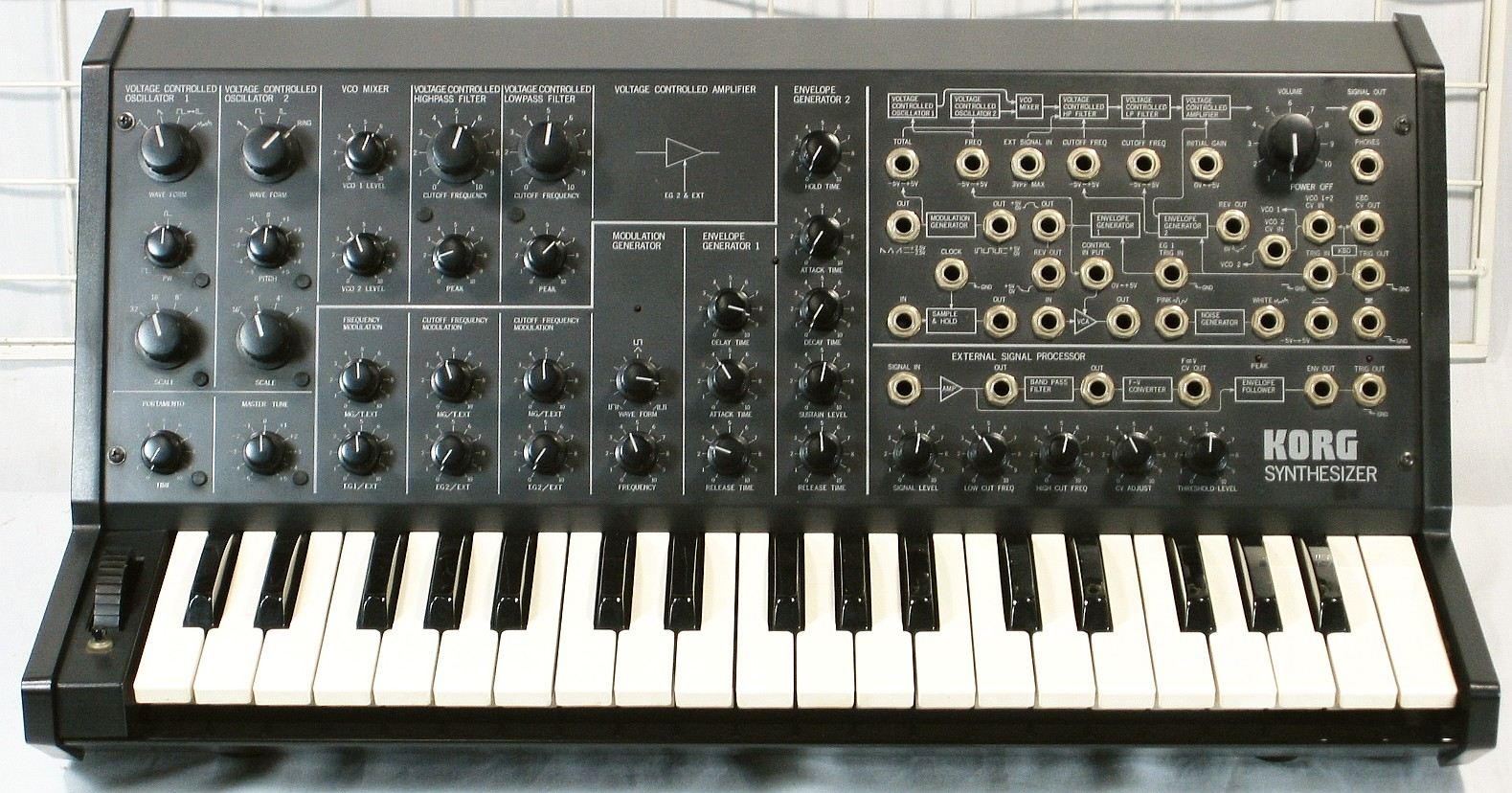
De Korg MS-20, een analoge monofone synthesizer uit 1978.

Een synthesizer is een elektronisch muziekinstrument dat klanken en geluiden kunstmatig (meestal elektronisch) opwekt. Met een synthesizer is het mogelijk het op te wekken geluid vergaand te beïnvloeden, zodat nieuwe, nog niet bestaande klanken gemaakt kunnen worden. 
De uitvinding van de synthesizer is een belangrijke revolutie geweest in de muziekwereld. De synthesizer is een van de meest veelzijdige instrumenten ter wereld, vanwege het groot aantal mogelijke klankkleuren dat ermee gemaakt kan worden. Muziekgenres als trance, dance, synthpop, electro, elektronische muziek, techno, trap, house etc. zouden zonder de uitvinding van de synthesizer nooit ontstaan zijn.

## Geschiedenis
De eerste elektrische synthesizer werd in 1876 uitgevonden door Elisha Gray, die beter bekend is als een van de uitvinders van de telefoon. De Novachord van Hammond was een vroege introductie van synthesizertechnologie in de jaren dertig, maar niet erg succesvol.
De term synthesizer werd voor het eerst gebruikt voor een instrument in 1956, met de introductie van de RCA Electronic Music Synthesizer Mark I. Het apparaat maakte geluid met behulp van 12 stemvorken die elektromagnetisch werden gestimuleerd. Het was door de manier van invoer echter onmogelijk spontaan te bespelen.

### Moog

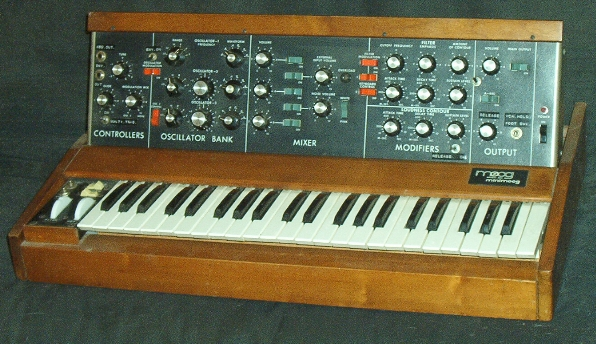
De Minimoog, 1970

Robert Moog bracht de eerste commercieel verkrijgbare analoge synthesizer uit in de jaren zestig, maar het was pas in 1967 dat Moog zijn modulaire apparaat een synthesizer noemde. In de jaren zeventig werden synthesizers kleiner en zelfs draagbaar dankzij de miniaturisatie in de elektronica.
De synthesizer had een belangrijke invloed op de muziek. Micky Dolenz van The Monkees kocht een van de eerste Moog-synthesizers. De band bracht als eerste in 1967 een album uit waarop een Moog te horen was: Pisces, Aquarius, Capricorn & Jones Ltd.. Het haalde nummer 1 in de hitlijsten. Het album Switched-On Bach (1968) van Walter Carlos was opgenomen met Moog-synthesizers en had een grote invloed op de muzikanten van die tijd. Het is een van de meest verkochte albums met klassieke muziek ooit.
De Moog was ook te horen op Abbey Road van The Beatles en Bridge over Troubled Water van Simon and Garfunkel in 1969, en vele andere albums volgden. Albums met elektronische muziek van Beaver and Krause, Tonto's Expanding Head Band, The United States of America en White Noise werden cult-objecten en progressieve rock-muzikanten zoals Richard Wright van Pink Floyd en Rick Wakeman van Yes gingen aan de slag met draagbare synthesizers. Andere vroege gebruikers waren Emerson, Lake & Palmer, Pete Townshend en Arthur Brown.

### Modulaire synthesizer

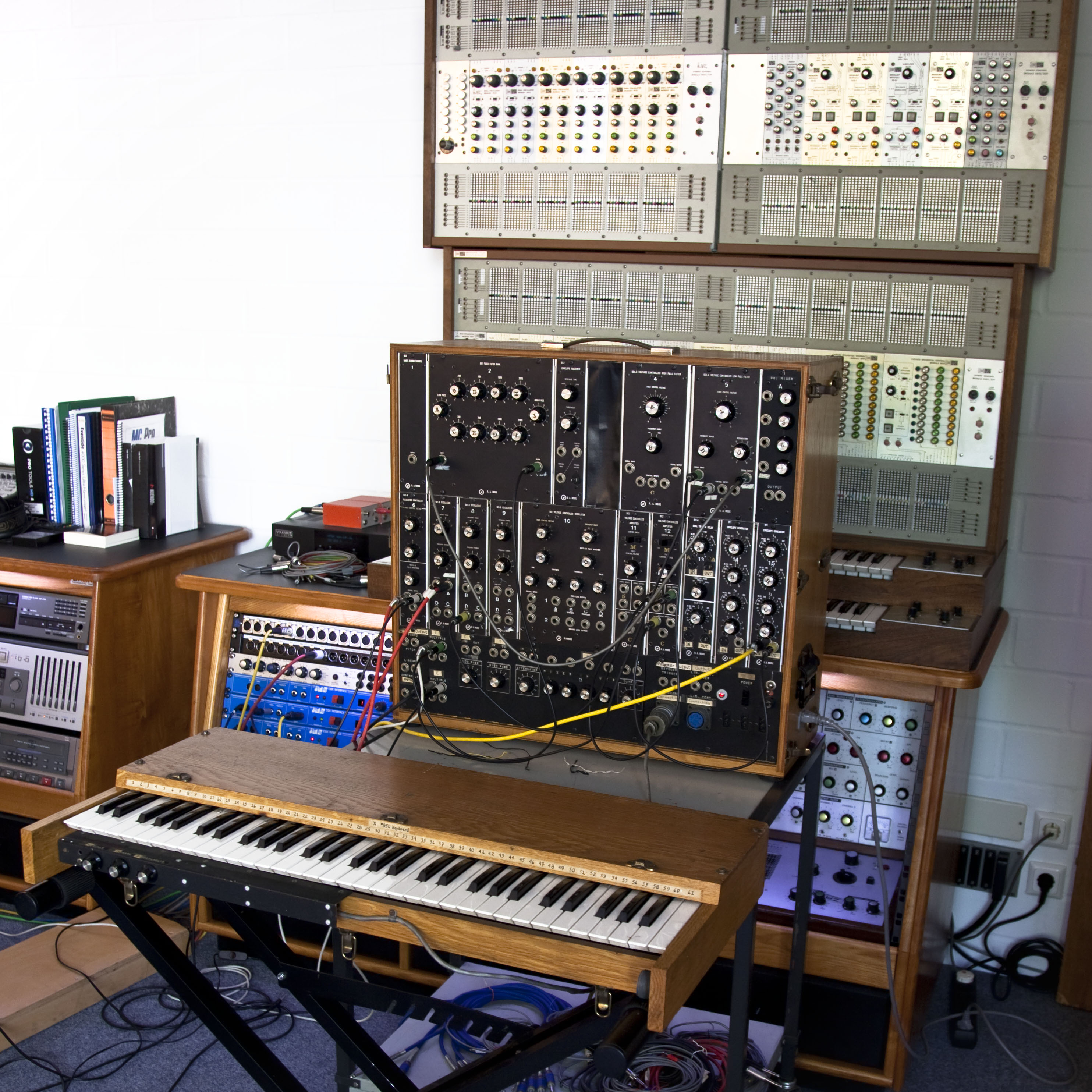
Modulaire synthesizers van ARP en Moog.

Een modulaire synthesizer is een elektronisch muziekinstrument dat bestaat uit een groot aantal verschillende componenten (modules) die worden gebruikt als elementen voor het produceren van elektronische klanken. De eerste commerciële modulaire synthesizers werden ontwikkeld door zowel Moog en Buchla in 1963. Rond 1970 volgden andere fabrikanten, zoals EMS, ARP en Serge.
Bij modulaire bouw, zoals de ARP 2600, zijn de elementen aanwezig, maar de gebruiker dient zelf via patchkabels de koppelingen te maken. Er zijn modules voor het genereren van geluid (zoals een VCO), modules voor geluidswijziging (zoals een VCF) en die voor besturing (zoals een ADSR-omhullende). Het eindsignaal wordt meestal uitgevoerd via een luidspreker of doorgegeven aan een opnameapparaat.
De mogelijkheden zijn hierbij uitgebreider dan bij een synthesizer waarbij de koppelingen al gelegd zijn. In principe kan dan iedere module een eigenschap van een andere beïnvloeden (moduleren). Zo kan het signaal van een oscillator gekoppeld worden aan de amplitude of frequentie van een andere. Dit heet respectievelijk ringmodulatie en frequentiemodulatie (FM). Veel recent ontworpen digitale subtractieve synthesizers zijn uitgerust met een modulatiematrix. Hiermee kunnen er allerlei signaalbronnen aan allerlei elementparameters gekoppeld worden. Dit maakt een dergelijke synthesizer meer modulair.

### Jaren 70

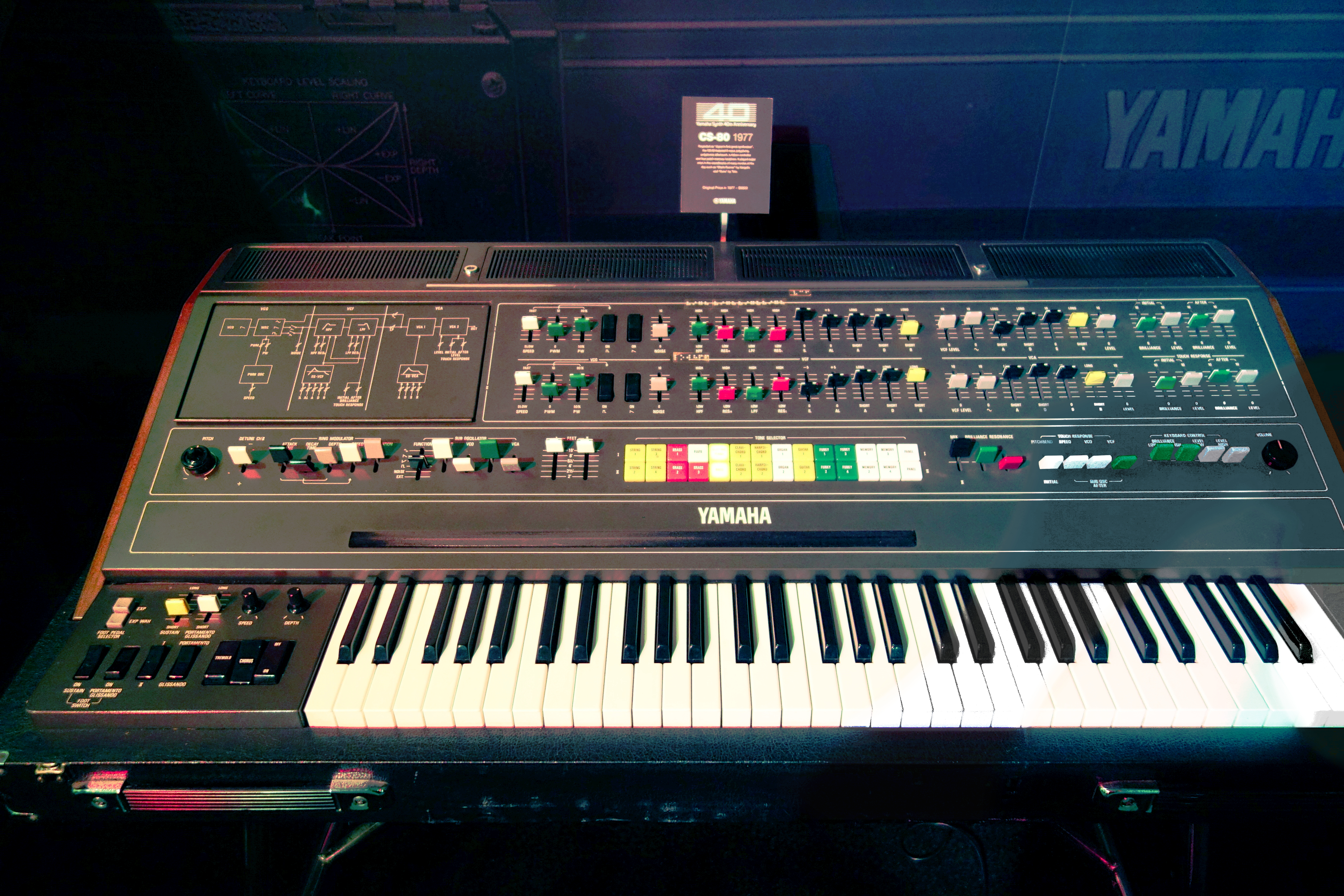
De Yamaha CS-80, een van de eerste polyfone synthesizers uit 1977

Waar de eerste analoge synthesizers nog monofoon waren, op enkele uitzonderingen na, kwamen er halverwege de jaren 70 de eerste echte polyfone instrumenten op de markt. Dit waren de Yamaha GX-1, CS-80 en Oberheim Four-Voice. Deze synthesizers waren echter nog complex, zwaar en duur. 
Een tussenstap die op sommige instrumenten uit die tijd is te vinden heet parafonie. Hierbij kunnen meerdere oscillatoren ten opzichte van elkaar verstemd worden om een akkoord te laten klinken. Doordat de tonen worden gedeeld in hun elektronisch signaalpad is dit geen echte polyfonie. Echte polyfonie was in de praktijk zeer moeilijk te realiseren met analoge technieken, voor iedere stem is eigenlijk een complete synthesizer nodig. Pas met de komst van digitale technieken werd polyfonie praktisch en betaalbaar. Niettemin blijft het aantal stemmen in sommige modellen beperkt.
De eerste betaalbare polyfone synthesizer was de Sequential Circuits Prophet 5 uit 1978. Doordat de Prophet 5 is uitgerust met een microprocessor kan deze worden geprogrammeerd, en gebruikers kunnen met een druk op de knop hun instellingen weer oproepen.
Eind jaren 70 was ook de uitvinding van CV/Gate (een afkorting van control voltage/gate), een systeem in analoge synthesizers en drumcomputers voor het aansturen van externe apparatuur. Het systeem werd breed geïntroduceerd in de analoge (modulaire) synthesizers van Moog, ARP, de Korg MS-10/MS-20, EMS en Crumar. CV/Gate had zijn hoogtijdagen vanaf 1977 tot in de jaren 80, waarna het werd opgevolgd door de meer veelzijdige MIDI-standaard.

### Sampling
Een belangrijke revolutie in 1979 was de Fairlight CMI. Het was de eerste digitale synthesizer met samplingtechnologie. Bij het samplen worden natuurlijke geluiden gedigitaliseerd, die daarna via het instrument afgespeeld worden. Een analoge voorloper van de sampler is de Mellotron. Bekende artiesten die een eerste exemplaar van de Fairlight bespeelden zijn Peter Gabriel en Stevie Wonder. Andere artiesten die deze eveneens gingen gebruiken zijn Kate Bush, Jean Michel Jarre en The Art of Noise. De sampling vormde al snel het geluid van de popmuziek in de jaren tachtig.

### MIDI

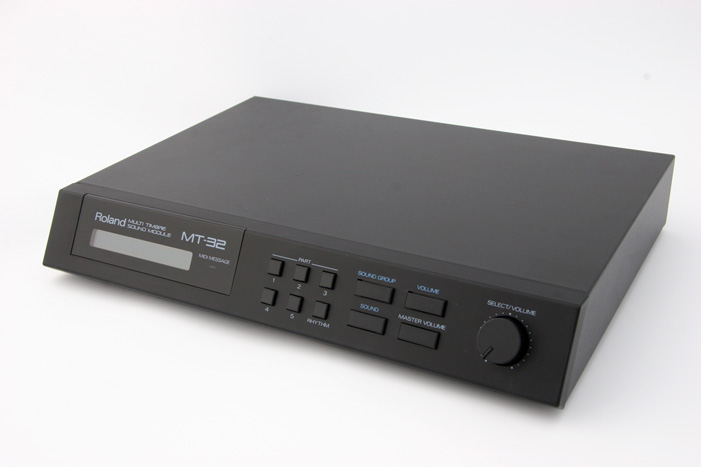
Roland MT-32 soundmodule

Begin jaren tachtig waren er compacte synthesizers op de markt die betaalbaar waren, en de ontwikkeling van de Musical Instrument Digital Interface (MIDI) in 1983 maakte het eenvoudiger om synthesizers en andere instrumenten te koppelen aan elkaar. Men was niet meer genoodzaakt om slechts het ingebouwde klavier te gebruiken. Synthesizers die van MIDI-aansluitingen waren voorzien konden ook via een ander MIDI-compatibel instrument aangestuurd worden. Dit resulteerde in de komst van soundmodules of rack synths: synthesizers die niet over een klavier beschikken, maar die door MIDI bestuurd worden.
In 1983 verschenen de eerste synthesizers met MIDI, de Roland Jupiter-6 en de Sequential Circuits Prophet-600, de soundmodule Roland MKS-30, en ten slotte ook de Roland TR-909 drumcomputer en Roland MSQ-700, een MIDI-sequencer.
Een ander belangrijk voordeel van MIDI is dat bijna alle geluidsparameters van synthesizers geautomatiseerd kunnen worden via onder andere (digitale) sequencers. In de praktijk betekent dit dat een overgang in de muziek geprogrammeerd kan worden, en dat de instrumenten deze overgang via MIDI kunnen afspelen. Veel moderne synthesizers en soundmodules hebben naast de oudere DIN-connector een USB-aansluiting voor de aansturing. In beide gevallen wordt het MIDI-protocol gebruikt.
MIDI is geen audioformaat, maar slechts een protocol voor het onderling laten communiceren van muziekinstrumenten.
De Amerikaans ingenieur en ondernemer Dave Smith wordt door zijn grote inzet voor de standaard ook wel beschouwd als de "vader van MIDI".
Door de onderlinge wildgroei aan klanken ontstond in 1991 General MIDI, een standaardlijst van 128 klanken die op elk instrument eenzelfde soort klank voortbrengen.

### Jaren 80

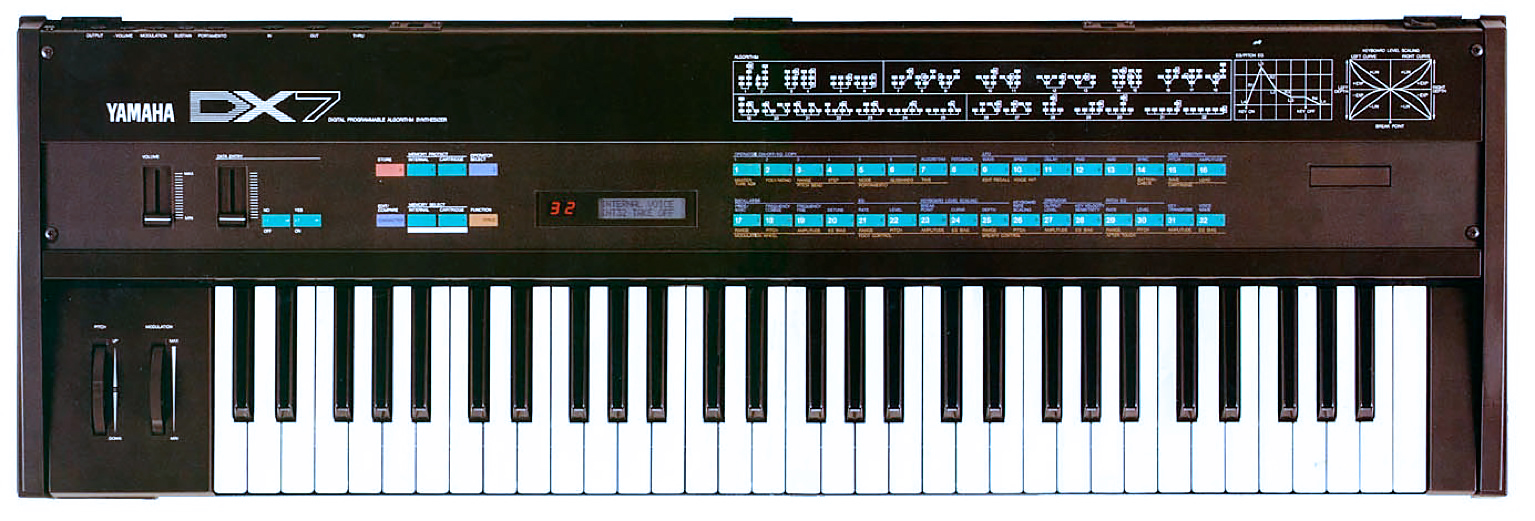
Yamaha DX7

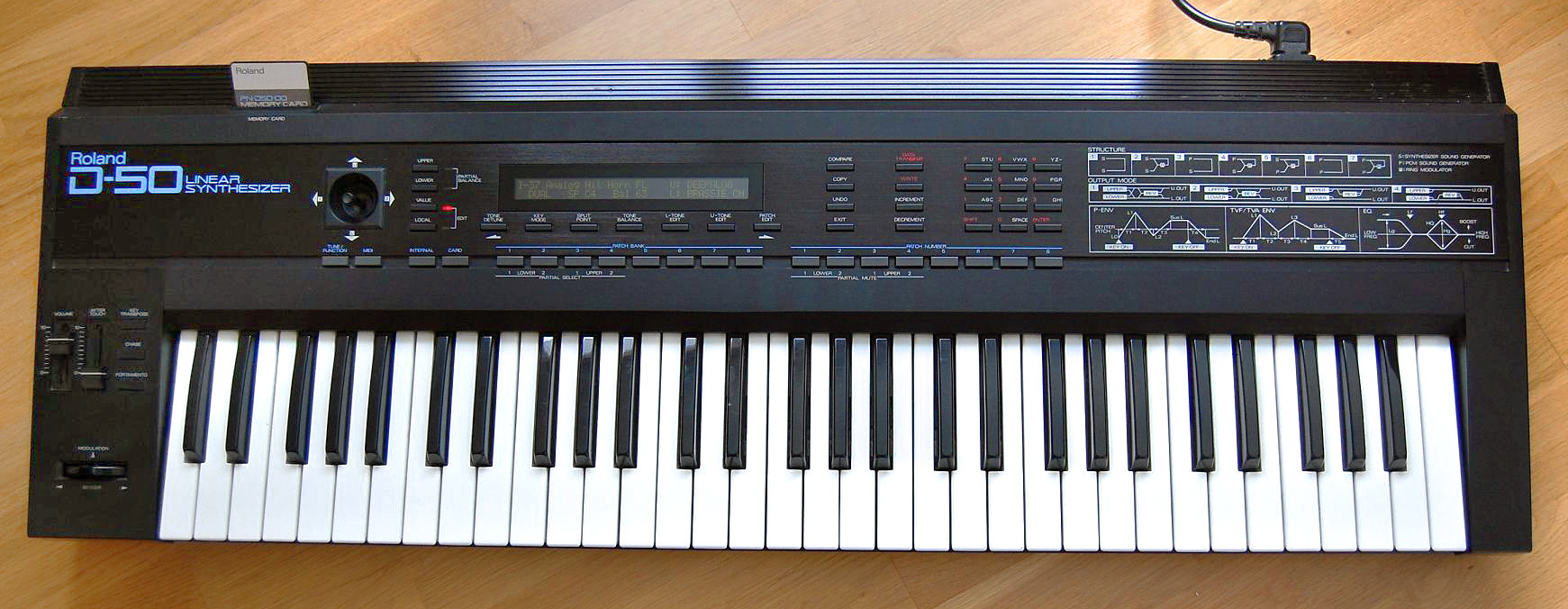
Roland D-50

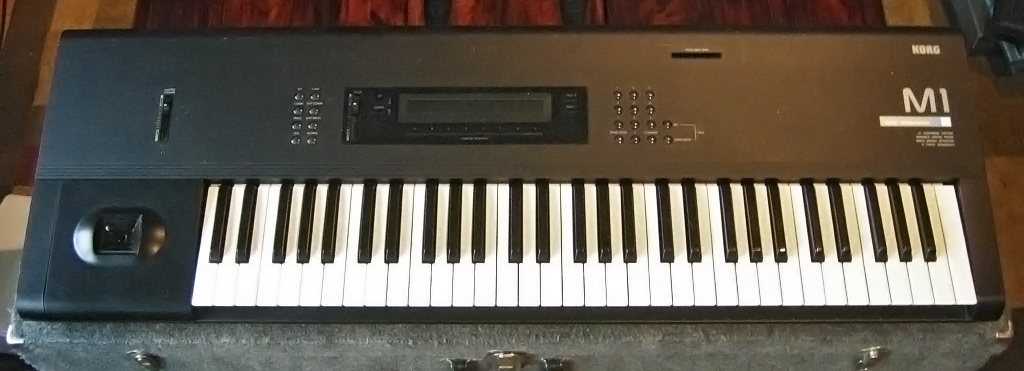
Korg M1

De jaren 80 zag ook de sterkste groei in het gebruik van de apparaten door de grote verkrijgbaarheid. Door de opkomst van geïntegreerde schakelingen en digitale techniek in plaats van analoge techniek konden synthesizers kleiner worden gemaakt. Daardoor werd het praktisch gemakkelijker en goedkoper om synthesemethodes als additieve synthese, fasemodulatie en physical modelling te bewerkstelligen.
In de jaren 80 werden naast analoge synthesizers ook steeds vaker digitale exemplaren gebruikt door muzikanten. De Yamaha DX7 uit 1983 was de eerste succesvolle digitale synthesizer, die op talloze platen uit die tijd is te horen. De DX7 maakt als een van de eerste gebruik van fasemodulatie (een digitale variant van FM-synthese), en was in die tijd, mede door zijn lage prijs, een revolutie in de markt van synthesizers.
Al snel volgden andere fabrikanten, zoals Roland met de D-50 uit 1987 en Korg met de M1 uit 1988. De D-50 was de eerste betaalbare synthesizer die samples combineerde met digitale synthese. Voor het nabootsen van een realistisch instrument is de attack (aanzet) het belangrijkste. De D-50 speelt een attack af en gebruikt daarna het synthesizergedeelte om de sustain (aanhouden) van de klank te creëren. De Korg M1 uit 1988 combineerde voor het eerst de functies van een synthesizer, effectapparaat, drummachine en sequencer, en was daarmee het eerste music workstation waarop complete muzieknummers gemaakt konden worden. De M1 genoot als instrument pas veel bekendheid in de jaren 90, in de housemuziek, maar ook in de popmuziek.

### Wavetable-synthese
De digitale implementatie van tal van golfvormen naast de gangbare en de mogelijkheid om hiertussen te morphen leidde tot wavetable-synthese. In plaats van een enkele golfvorm kan ook een geluidsfragment (sample) gebruikt worden als primaire geluidsbron. Geluidsfragmenten van echte instrumenten kunnen dan muzikaal bespeeld worden, waardoor de simulatie van een instrument veel realistischer wordt. In dit geval spreekt men liever van een sampler. Deze vorm van klankopwekking kan uitgebreid worden met subtractieve synthese, dat wil zeggen een filter die de klank verder vormgeeft. Keyboards en digitale piano's maken gebruik van samples die in een ROM-chip zijn vastgelegd en niet zelf vervaardigd kunnen worden. Hierbij worden deze keyboards en soundmodules vaak 'Romplers' genoemd, een samentrekking van ROM Sampler.

### Jaren 90

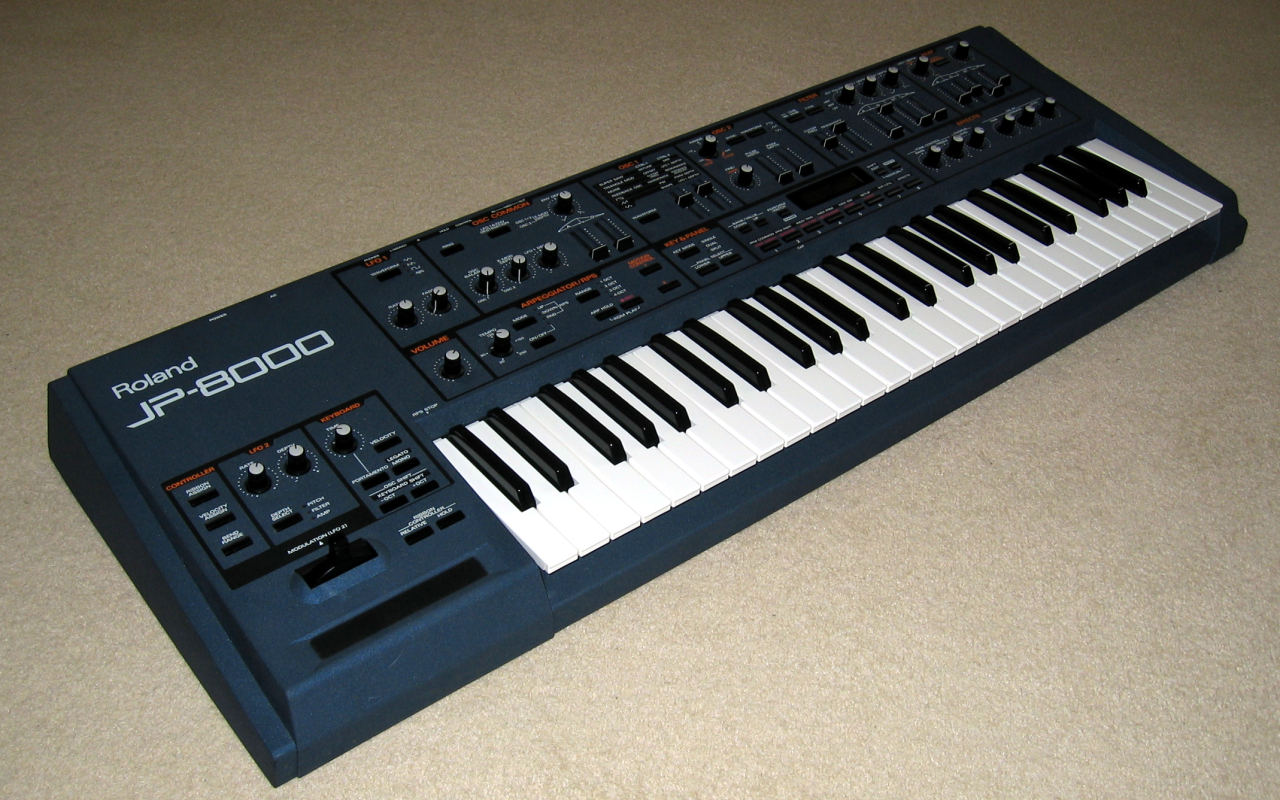
Roland JP-8000

Begin jaren negentig kwamen de eerste synthesizers met een nieuwe synthesemethode, physical modelling, op de markt. Hierbij wordt niet het tonale resultaat van een instrument nagebootst, maar wordt een fysiek model (bijvoorbeeld een trillende snaar) digitaal opgewekt. De methode van klankopwekking leidde tot een realistische geluidsweergave van natuurlijke instrumenten. Met de komst van processors voor digitale signaalverwerking (DSP) werd het mogelijk om de weergave tijdens het spelen uit te voeren.
Vanaf begin jaren 90 begon men aan de ontwikkeling van computersoftware om hiermee synthesizers na te bootsen. Zo werkte Stanley Jungleib van Seer Systems, in samenwerking met Intel, al aan de eerste eenvoudige versie van een softwaresynthesizer voor een 486-processor. Apple's QuickTime 2.0 beschikte in 1994 voor het eerst over een vaste klankenbibliotheek of wavetable voor het afspelen van muzieknoten. Ook andere bedrijven, zoals IBM en Kurzweil, stapten in deze markt en experimenteerden halverwege jaren 90 met softwarematige synthesizers.
Eind jaren 90 werden diverse pogingen ondernomen om oude analoge synthesizers digitaal nieuw leven in te blazen met Virtueel Analoog (VA). Met deze techniek worden oude analoge synthesizers nagebootst op basis van in DSP's berekende oscillatoren, filters en dergelijke. Enkele voorbeelden van instrumenten met VA zijn de Clavia Nord Lead, Access Virus-serie en Roland JP-8000.

### Softwaresynthesizer

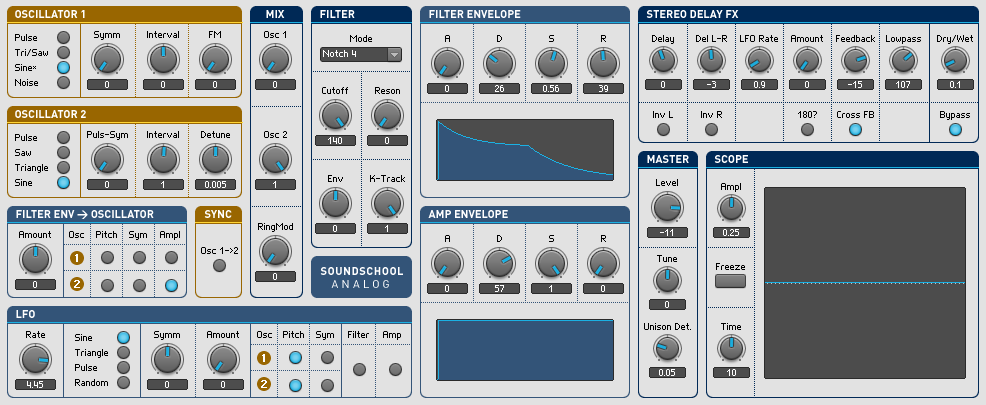
soundScoolAnalog

Computers waren in het verleden vaak uitgerust met een geluidskaart waarop onder andere een eenvoudige synthesizer was ondergebracht, voornamelijk om muziek in de vorm van MIDI-bestanden ten gehore te kunnen brengen. De (losse) geluidskaart is tegenwoordig echter geen standaardonderdeel meer van een computer. Er zit meestal al een DAC en ADC op het moederbord, waarbij er geen synthesizer meer ingebouwd wordt. Deze (basale) synthesefunctie is overgenomen door software die ingebouwd zit in het besturingssysteem. Bovendien is er talloze software beschikbaar die het mogelijk maakt om een computer als een volwaardige synthesizer te gebruiken met behulp van softwaresynthesizers. Sommige van deze softsynths zijn softwarematige replica's van oudere synthesizermodellen.
Het Amerikaanse bedrijf Seer Systems bracht in 1997 de eerste commerciële soft-synth uit. De software heet Reality en combineert een aantal vormen van klankopwekking, waaronder PCM en wavetable. In datzelfde jaar kwam het Duitse Steinberg met de VST-standaard, waarmee soft-synths geïntegreerd kunnen worden in een digitaal audio workstation (DAW). Andere populaire soft-synths richten zich op de fysieke modellering van elektromechanische instrumenten, zoals het toonwielorgel en de elektrische piano.
Als voordeel van soft-synths wordt de grote mate van flexibiliteit genoemd. Een soft-synth kan op elk moment aan elk muziekspoor worden toegewezen. Men kan het grotere beeldscherm van de pc gebruiken, en de veroudering en defecten aan een fysiek apparaat is niet aanwezig. Als nadeel kan worden genoemd dat de software fouten bevat, er geen fysieke interactie is met de knoppen, en dat updates kunnen leiden tot incompatibiliteit.

### Jaren 2000
In 2005 verscheen de Korg OASYS, een fysieke synthesizer die werd gebouwd op een pc-architectuur met Linux als besturingssysteem. De OASYS bevat zeven verschillende vormen van klankopwekking. Korg wist 3000 exemplaren van de OASYS te verkopen, waarna het werd geschrapt wegens te hoge kosten.

### Jaren 2010 - heden

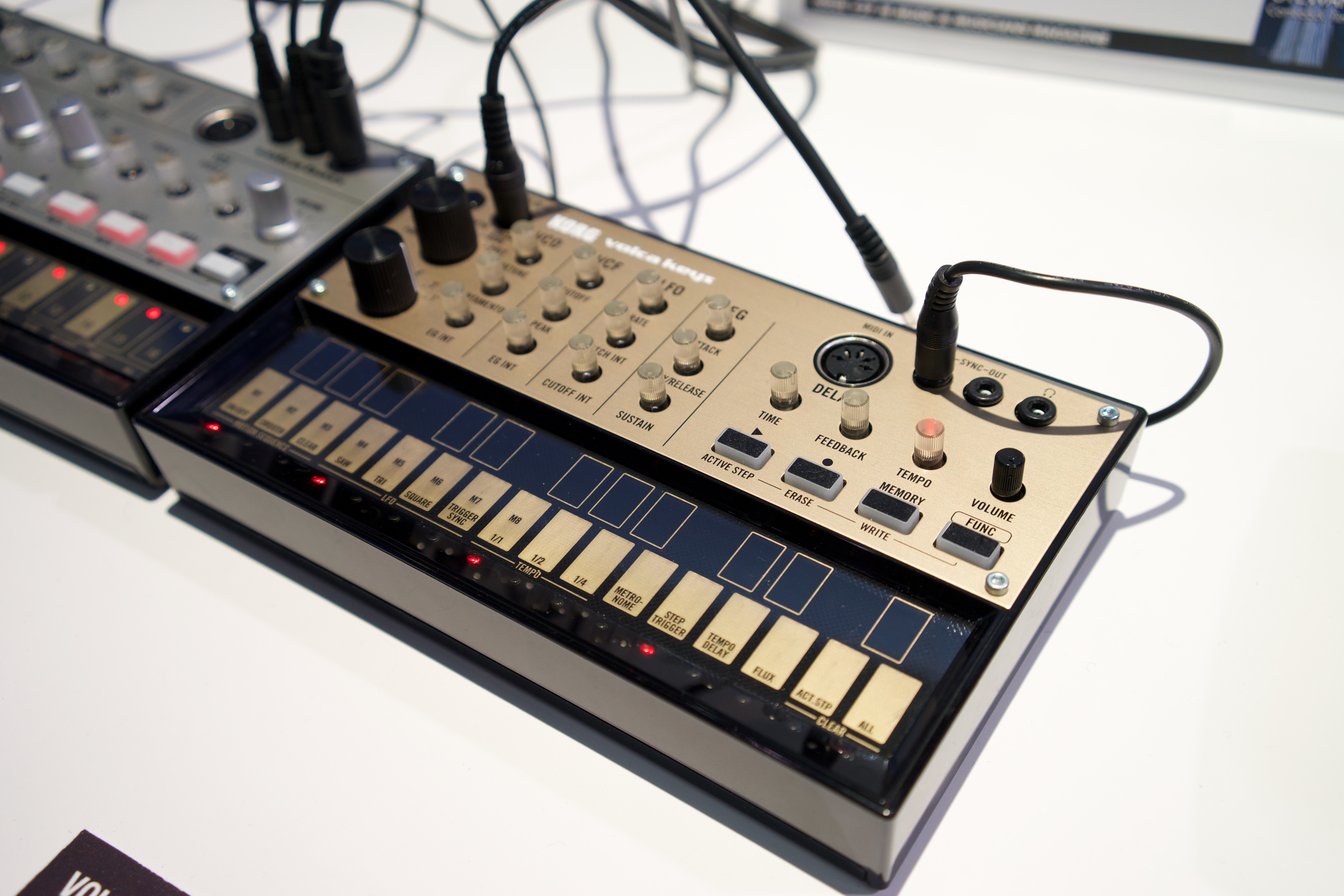
Korg Volca

In de jaren 10 gingen fabrikanten experimenteren met miniatuurmodellen. Zo kwamen in 2013 en 2015 respectievelijk de Korg Volca en Roland Boutique uit. De muziekinstrumenten werken op batterijen en kunnen aan elkaar worden gekoppeld met patchkabels, als terugkeer naar het modulaire systeem. De klankopwekking van de Volca verschilt van analoog tot digitaal, maar de besturing vindt op digitale wijze plaats. De Boutique-serie zijn digitale imitaties van de oorspronkelijke synthesizers, en lijken qua uiterlijk op het origineel. De klankopwekking vindt plaats met ACB (Analog Circuit Behavior), een techniek waarmee Roland probeert oude analoge circuits op digitale wijze te reproduceren.
Ook de integratie van synthesizers binnen apps voor de smartphone en tablets zag een opkomst in deze periode. Door de toegenomen rekenkracht van deze mobiele apparaten verschenen er soft-synths als app van Moog, Arturia, Korg, Steinberg en talloze andere kleine producenten.
Een trend in deze periode is het aanbod van een fysieke synthesizer, die met behulp van software kan worden uitgebreid om bijvoorbeeld emulaties van oudere synthesizers toe te voegen. Een voorbeeld is de Fantom-0 uit 2022 die de klassieke JX-8P, Juno-106 en Jupiter-8 kan nabootsen.
Steeds vaker bestaat een moderne muziekstudio uit digitale synthesizers met een combinatie van vele softwaresynthesizers. Ook het ontstaan van nieuwe vormen van klankopwekking is een gevolg van de vooruitgang van computertechnologie.

## Synthesevormen

Elementen van een synthesizer

Er zijn verschillende manieren van klankopwekking (synthesemodellen), elk met eigen klankeigenschappen:
- Subtractieve synthese op basis van harmonisch rijke golfvormen of samples die gefilterd worden middels een filter. De meeste analoge synthesizers zijn van dit type.
- VA (Virtueel Analoog, een digitale vorm van analoge synthesizers. Dit is strikt genomen geen losstaande vorm van synthese).
- FM-synthese ((analoge) Frequentie Modulatie).
- PM-synthese (Phase Modulation, een digitale variant van FM synthese gepatenteerd door Yamaha en o.a. gebruikt in de Yamaha DX7 synthesizer).
- PD-synthese (Phase Distortion, Fase Vervorming, een patent van Casio en gebruikt in o.a. de Casio CZ-1).
- Sampling (Op basis van stukjes gedigitaliseerd geluid, vaak in combinatie met subtractieve synthese).
- Golftabel (wavetable-synthese, een digitale techniek waarbij er golfvormen op diverse manieren uit een tabel worden gelezen, aangevuld met subtractieve synthese).
- Fysische modellering (Physical Modelling), een digitale techniek waarbij het ontstaan van een geluid middels wiskundige modellen wordt nagebootst.
- Additieve synthese door het samenvoegen van eenvoudige (meestal sinus-)golfvormen met elk hun eigen amplitudeverloop (onder andere gebruikt in de Kawai K5).
- Granulaire synthese, een proces waarbij een sample wordt opgedeeld in microscopische stukjes, om zo een geheel nieuw geluid te creëren.

Bij de komst van de synthesizer was aanvankelijk alleen subtractieve synthese mogelijk. Later werden andere vormen van synthese geïntroduceerd. Echter, de meeste soorten synthese maken gebruik van dezelfde elementen:
- Spanningsgestuurde oscillator (VCO) of Digitaal Gestuurde Oscillator (DCO), een oscillator is een klankbron die een periodieke geluidsgolf genereert; een bepaalde frequentie in een golfvorm naar keuze
- Omhullendegenerator (EG) (de omhullende beïnvloedt een bepaalde klankparameter in de tijd, zoals volume)
- Spanningsgestuurde filter (VCF) of Digitaal Gestuurd Filter (DCF), in het geval van subtracteve synthese een (elektronisch) filter dat bepaalde frequenties onderdrukt of versterkt
- Laagfrequente oscillator (LFO), deze kan een bepaalde klankparameter laagfrequent periodiek moduleren
- Mixer, om verschillende signalen samen te voegen
- Spanningsgestuurde versterker (VCA) of Digitaal Gestuurde Versterker (DCA), een versterker waarmee de geluidssterkte op vele manieren te moduleren is

Synthesemodellen verschillen van elkaar door welke elementen aanwezig zijn en hoe ze elkaar beïnvloeden.
Er kwamen veel synthesizers op de markt waarbij de koppeling van de verschillende elementen al vast lag. Het signaal dat van de oscillatoren afkomstig is gaat dan eerst door een filter, waarna het naar de versterker gestuurd wordt. Het uitgangsniveau van deze versterker alsmede de cutoff-frequentie van het filter worden gemoduleerd door een omhullende (of twee afzonderlijke). Dit heet subtractieve synthese. Een van de eerste en bekendste synthesizers van deze soort is de Minimoog.
Veel moderne digitale synthesizers gebruiken meerdere synthesevormen tegelijk om een groter klankpalet te kunnen genereren.

## Historische synthesizers
Enkele belangrijke modellen in de geschiedenis van de synthesizer zijn.
| Synthesizer                   | Jaar | Uitleg |
| ----------------------------- | ---- | --- |
| Moog Minimoog                 | 1970 | Een van de eerste synthesizers met subtractieve synthese. |
| Sequential Circuits Prophet 5 | 1978 | De eerste relatief goedkope vijfstemmige synthesizer met 40 geheugenplaatsen. |
| Fairlight CMI                 | 1979 | Eerste digitale synthesizer met samplingtechnologie. |
| PPG Wave 2                    | 1981 | Eerste synthesizer met wavetable-synthese. |
| Roland TB-303                 | 1982 | Bassynthesizer die eind jaren 80 zorgde voor het ontstaan van het genre acid house. |
| Yamaha DX7                    | 1983 | De eerste succesvolle digitale synthesizer, die mede door zijn lage prijs, programmeerbaarheid en vele functies, zorgde voor een revolutie in de markt van synthesizers in de jaren 80. |
| Korg M1                       | 1988 | Eerste music workstation waarop complete muzieknummers gemaakt konden worden. |
| Roland JV-1080                | 1994 | Volgens Roland zelf de meest gebruikte soundmodule in de geschiedenis. Is te horen op onnoemelijk veel muziekalbums eind jaren 90.                                                      |
| Doepfer A-100                 | 1995 | Eerste modulaire synthesizer in het Eurorack-formaat, wat leidde tot een industriestandaard.                                                                                            |
| Roland JP-8000                | 1996 | Zorgde met de Supersaw leadklank voor het ontstaan van de Anthem trance rond het jaar 2000.                                                                                             |
| Korg MicroKORG                | 2002 | De langste consistent gebouwde synthesizer ooit, gedurende een periode van 15 jaar. |
| Korg OASYS                    | 2005 | De eerste hardwaresynthesizer met pc-onderdelen, die draait op het besturingsysteem Linux.                                                                                              |

## Overige synthesizertypen

### Gitaarsynthesizer
Vooral in het begin van de jaren tachtig waren gitaarsynthesizers populair. Ze werden gebruikt door onder anderen Pat Metheny, Andy Summers van de groep The Police, Jan Akkerman, Allan Holdsworth, maar ook in de heavymetal-scene, bijvoorbeeld op het album Turbo van Judas Priest.
Een gitaarsynthesizer is een toevoeging aan een gitaar of een speciaal ontworpen gitaar die aan de hand van de gespeelde snaren een synthesizer aanstuurt. Een modernere variant is de MIDI-gitaar, die de gespeelde snaren omzet naar MIDI-commando's. De termen gitaarsynthesizer en MIDI-gitaar worden soms door elkaar gebruikt.

### Keytar
Een ander instrument, dat soms verward wordt met de gitaarsynthesizer, is de keytar. Dit is een toetsenbord of synthesizer die om de nek gedragen kan worden en enigszins in de houding van een gitaar kan worden bespeeld. Het is door de plaatsing van het keyboard een onhandig instrument waardoor het relatief weinig gebruikt wordt. Meestal gaat het meer om de showfactor dan om de handigheid van bediening.

### Vocoder
Technisch verwant aan de synthesizer is de vocoder. Hierbij vindt een tonale modulatie plaats van analoge geluiden, zoals een menselijke stem. De dynamische en timbrale eigenschappen van het sturende spraaksignaal worden met behulp van filters en stuurspanningen op het instrumentale geluid overgebracht, zodat het lijkt te spreken of zingen.

## Bekende artiesten
Volgens een gehouden onderzoek in 2020, werd door de website MusicRadar een lijst van 30 allerbeste synthesizer-artiesten opgesteld. Dit zijn in willekeurige volgorde:
- Jordan Rudess
- Dave Greenfield
- Vangelis
- Keith Emerson
- Rick Wakeman
- Vince Clarke
- cEvin Key
- Jean-Michel Jarre
- Tony Banks
- Joe Zawinul
- Herbie Hancock
- Mark Kelly
- Bernie Worrell
- Rick Wright
- Stevie Wonder
- Nick Rhodes
- Jan Hammer
- Wendy Carlos
- Brian Eno
- Gary Numan
- Chick Corea
- Klaus Schulze
- Lyle Mays
- Isao Tomita
- Thomas Dolby
- Suzanne Ciani
- Christopher Franke
- Geddy Lee
- Eddie Jobson
- Patrick Moraz

Enkele succesvolle Nederlandse artiesten in de synthesizermuziek zijn:
- Ed Starink
- Gert Emmens
- Jordy Leenaerts
- Michiel van der Kuy
- Remy Stroomer
- René van der Wouden
- Ron Boots

## Fabrikanten
Fabrikanten van synthesizers zijn in de loop van de tijd voornamelijk te vinden in de Verenigde Staten en Japan. Ook in Duitsland, Italië en Zweden werden synthesizers gefabriceerd. De volgende bedrijven bouwen of bouwden synthesizers:
- Access
- Analogue Solutions
- Akai
- Alesis
- ARP
- Arturia
- Behringer
- Buchla
- Casio
- Clavia
- Crumar
- Dreadbox
- Doepfer
- Electronic Dream Plant (EDP)
- E-MU
- Ensoniq
- Fairlight CMI
- Kawai
- Kilpatrick Audio
- Korg
- Kurzweil
- MFB
- Moog
- New England Digital
- Novation
- Oberheim
- PPG
- Quasimidi
- Roland
- Sequential Circuits
- Serge Modular Systems
- Teenage Engineering
- Vermona
- Waldorf
- Yamaha
- Zadok Products

Met de komst van de zogenaamde softwaresynthesizers kwamen er ook nieuwe softwareproducenten op de markt:
- fxpansion
- GForce
- Image Line
- Linplug
- Native Instruments
- Propellerhead
- reFX
- Sonic Reality
- Spectrasonics
- Steinberg
- Virsyn

## Reparatie
Aangezien de authentieke synthesizers uit de jaren 1970 en 1980 niet meer geproduceerd worden en dus niet meer nieuw te verkrijgen zijn is bij een defect reparatie de enige oplossing. Een groep mensen vindt dat de authentieke en klassieke synthesizers (zogeheten vintage synths) niet te vervangen zijn door modernere varianten, aangezien deze over het algemeen een minder warm geluid hebben, of het geluid niet nauwkeurig genoeg weten te benaderen.

## Trivia
De top-5 van meest verkochte synthesizers ooit bestaat uit de volgende instrumenten: 
- Korg Triton (300.000 stuks)
- Korg M1 (250.000 stuks)
- Roland D-50 (200.000 stuks)
- Yamaha DX7 (160.000 stuks)
- Korg MicroKORG (100.000 stuks)